# 貢寮國際海洋音樂祭
貢寮國際海洋音樂祭，簡稱海洋音樂祭，是2000年～2019年間每年夏季於台灣新北市貢寮區境內的福隆海水浴場舉辦的一個音樂節活動。根據舉辦單位的說法，活動的英文名稱中之（吼海洋）來自阿美語，是個與海浪有關的語氣詞，而活動單位也選擇了阿美族太巴塱部落民謠作為該音樂節的主題曲。自2020年起因嚴重特殊傳染性肺炎疫情而停辦後，2023年5月9日新北市政府觀光旅遊局宣布將永久停辦貢寮國際海洋音樂祭。此舉除引起音樂界與貢寮民眾反彈外，新北市議員林裔綺、立法委員賴品妤及貢寮區里長等人士亦呼籲應重視民意與海洋音樂祭所代表的文化資產。同月11日，新北市觀旅局改宣布將會續辦海祭。

## 特色
海洋音樂祭最早是由台北縣政府（今新北市政府）與獨立的地下音樂製作公司角頭音樂所合作發起，主要的活動催生人物是角頭音樂的老闆張四十三和當時台北縣政府新聞室主任廖志堅，旨在效法伍茲塔克音樂節創造一個屬於華語環境的音樂盛會。參與海洋音樂祭表演的除了許多知名搖滾樂團體與歌手外，也有不少獨立音樂團體，因此從活動首次舉辦以來就被視為台灣的年度搖滾盛事。海洋音樂祭是以福隆海水浴場內外兩個沙灘上所搭建的表演場地作為舞台，以接力的方式由許多不同的表演單位輪流上台，由於聽眾進場完全免費，音樂祭的活動經費主要是來自新北市政府。
福隆海水浴場臨近第四核能發電廠（核四）建設工程，推測是受施工影響，福隆的沙灘逐漸流失，為了音樂活動的舉行，主辦單位每年必須由其他地方運沙填海來增加活動面積。但也有其他意見認為在2006年時，沙灘的流失情況已較往年改善許多，因此沙灘流失與核四興建無關。

## 緣起
五月天成軍二十年，這一路上，幫助過他們的人很多，有些人，幫的很有意思，但他們沒想過這個團後來那麼的紅。
一九九七年的夏天，蘇貞昌正要參選台北縣長。
有別於中國國民黨的選舉場，影視紅星滿場跑，動不動還要唱個愛國歌曲，民進黨的選舉場，比演講，一個比一個還會講，但總要有一些暖場來穿插一下，民進黨找的，不是地下團，不然就是文青團。
蘇貞昌女兒（立委蘇巧慧），她和五月天的某人，是同學，就情商了當時管選舉場的廖志堅，「能不能讓她朋友唱一下」。當時，五月天才剛出道，知名度低，音樂又難聽，但既然候選人的女兒推薦，那就加減做個人情。
一場五千，這報酬還好，但蘇貞昌夫人覺得，五個年輕人很辛苦，五個人拿五千，一人才分一千，太少了。後來，廖志堅就說，那就唱二十場吧，就這樣，五月天一下就多唱了十九場。
這時候，蘇媽媽又幫五月天說話了，那個計程車錢…..。好吧，那就再加一千，六千。
後來，蘇貞昌選上台北縣長，當然不是因為五月天。不過，一九九九年，有一個地下團四分衛要出唱片，角頭音樂的張四十三找了五月天，想說來搞一場五四運動，後來找上了先前合作過的廖志堅，想要用一塊名為「追風廣場」的地，那本來是個溜冰場，是台北縣政府的地，廖志堅說好，那場演場會，時間就是一九九九年九月十八日。
又再後來，張四十三想辦一場北部版的春吶，又找上台北縣政府，廖志堅後來把這件事跟反核結合，地點選在貢寮，用一種又隱晦卻又堂而皇之的方式，表達對反核四的立場，這也就是貢寮海洋音樂祭的起點，五月天自然是當時受邀來的團體。
很多當年的地下團，都曾在民進黨選舉場走跳過，五月天是其中之一，很多都拿過金曲獎。

## 主要活動內容
- 大型音樂活動演出

- 碧海藍天主舞台（Big Blue Major Stage）

由主辦單位邀請國內外的樂團進行演出，主要分為表演類、觀摩類、主題類和海洋大賞競賽類（在2006年由民視承辦的第七屆活動中為「黃沙舞台」）。
- 熱浪搖滾開放舞台（Hot Wave Open Stage）

開放國內外的獨立樂團自由報名參加（在2006年由民視承辦的第七屆活動中為「觀星舞台」）。
- 海洋獨立音樂大賞

從2001年的第二屆海洋音樂祭開始，是以華語地區獨立樂團為主的音樂競賽，開放樂團自由報名，經過多場會前賽，由主辦單位組成的評審團選出最後優勝的樂團。首獎獎金新台幣20萬元。
- 海洋音樂影展

在2005年的第六屆活動中首次舉行，挑選國內外與音樂相關的電影或短片進行播放，亦舉辦了音樂紀錄片和音樂錄影帶的創作比賽（2006年第七屆活動中沒有舉行）。
- 獨立廠牌大展

在現場有銷售和展出獨立音樂公司的唱片、商品。也會舉辦獨立歌手或樂團的簽名會等活動。

## 歷屆海洋音樂祭與得獎名單

### 第一屆（2000年）
首屆的國際海洋音樂祭於2000年7月15日在臺北縣貢寮鄉的福隆海水浴場舉行，為期僅有1天，共計約8,000人次參與。第一屆的海洋音樂祭並沒有設置海洋音樂大賞，音樂祭的內容為單純的邀請國內外樂團在沙灘上進行演出。
- 演出樂團：

- 碧海藍天主舞台

69 ACROSS（在台外籍人士）、強辯、夾子電動大樂隊、四分衛、MC HOTDOG、MILK（在台外籍人士）、MIMIE-CHAN（日本）、MIRACLE SARU（日本）、SLINGSHOT（在台外籍人士）、糯米團、停看聽（在台外籍人士）、脫拉庫
- 熱浪搖滾開放舞台

大腳印、王宏恩、東三寶、粉紅蒼蠅、馬大文
但是表演結束後，將評審團大賞頒發給：夾子電動大樂隊

### 第二屆（2001年）
第二屆海洋音樂祭在2001年7月14日於同樣的地點登場，第二屆也是「海洋獨立音樂大賞」首次舉行舉辦了。活動為期1天，共有約25,000人次參與。
- 第二屆海洋音樂大賞得獎名單

| 海洋大賞       | 八十八顆芭樂籽                                                                                 |
| 評審團大獎     | 陳綺貞                                                                                         |
| 評審團特別賞   | 胡椒貓                                                                                         |
| 觀眾票選人氣獎 | 夾子電動大樂隊                                                                                 |
| 媚力無限賞     | 夾子電動大樂隊                                                                                 |
| 其他入圍       | 綠野仙蹤、脫拉庫、BEE3、海產攤、呼呼賀、劉意韻                                                 |
| 評審團         | 伍佰（吳俊霖）、徐崇憲、黃韻玲、徐千秀、朱劍輝、劉天健、翁嘉銘、葉雲平、馬世芳、陳光達、袁永興 |
- 演出樂團：

- 碧海藍天主舞台

Am Band、胡德夫、巴奈、陳建年、紀曉君
- 熱浪搖滾開放舞台

雲豹、薄荷葉、若葉公園、五四三大樂隊、二等兵、Mr. Duck、Joe's Band、Liar、EO4、Blue Moday、噬菌體、強辯

### 第三屆（2002年）
2002年7月13日—7月14日舉行，活動延長為2天，約有50,000人次參與。
- 第三屆海洋音樂大賞得獎名單

| 海洋大賞           | Tizzy Bac                                                            |
| 評審團大獎         | 旺福                                                                 |
| 獨立音樂電子音樂獎 | Mr.78 & Black Tempo Family                                           |
| 獨立音樂樂團獎     | 鈑機                                                                 |
| 觀眾票選人氣獎     | 複製人                                                               |
| 其他入圍           | VIVA LA TUNA、魔鏡、雞腿飯、Swing、凱比鳥                            |
| 評審團             | 豬頭皮、馬世芳、葉雲平、陳瑞凱、翁嘉銘、王方谷、林強、林暐哲、陳珊妮 |
- 演出樂團：

- 碧海藍天主舞台

5G、刺客樂團、Bobin and The Mantra（尼泊爾）、董事長樂團、交工樂隊、MC HOTDOG、The Wall Tiger（在台外籍人士）
- 熱浪搖滾開放舞台

龍發堂、薄荷葉、禮義廉、壞女兒、賽璐璐、番茄、最後讚美詩、重刑犯、剝削、海產攤、病毒、祕密、胡椒貓、林中光、羽田公物、69式樂團、四幸丸康樂團、瓦蛋、牛皮紙、Trouble Maker、So What、阿忠、Delay、Bee 3、噬菌體、嗑藥嬰兒

### 第四屆（2003年）
第四屆於2003年7月11日—7月13日舉辦，是第一次進行為期3天的活動，也成為日後海洋音樂祭的傳統。約有將近100,000人次參與這三天的活動。
- 第三屆海洋音樂大賞得獎名單

| 海洋大賞       | 潑猴樂團                                                      |
| 評審團大獎     | STONE（後改名為「六甲樂團」）                                 |
| 獨立音樂獎     | XL、Mango Runs（由張懸擔任主唱兼吉他手）                      |
| 觀眾票選人氣獎 | Mango Runs（由張懸擔任主唱兼吉他手）                          |
| 其他入圍       | Hot Pink、路邊攤、亥兒樂隊、輕鬆玩、Spunka、綠野仙蹤、So What |
| 評審團         | 吳永吉、林正如、秦毓萍、葉雲平、陳柔錚、林強、ELSA、林曉培    |
- 演出樂團：

- 碧海藍天主舞台

3D、四分衛樂團、陳昇、陳綺貞、夢幻部落、紫雨林（韓國）、恭碩良（香港）、Perishers（瑞典）、糯米團、旺福
- 熱浪搖滾開放舞台

Azure、4 In Love、Candy Walk、Fire-Mama、Jand Blues、MC Family、老賊樂團、Ric、RJ45、Suger Lady、T-Back、Viva La Tuna、水躂躂、牙套、史萊姆 and Lime、佛海無崖、男子漢大樂隊、粉樂團、張頡、旋轉木馬、黑羊、傲少年、構限樂團、漢高祖樂團、劉姥姥、貓草樂團、翼界、蘇打綠、Daymakers

### 第五屆（2004年）
這屆的活動在2004年的7月16日—7月18日展開，為期3天，共吸引約300,000人次。這一次的海洋大賞精簡了獎項。這一年的活動也開始面臨由於興建核四重機碼頭造成的沙灘流失，因此台北縣政府花了許多經費從其他地方挖沙來填補福隆海灘，這個舉動也引起了許多環保和反核團體的抗議。
- 第四屆海洋音樂大賞得獎名單

| 海洋大賞       | 假死貓小便                                                                                |
| 評審團大獎     | 蘇打綠                                                                                    |
| 觀眾票選人氣獎 | 夢露（後更名為阿霈樂團）                                                                  |
| 其他入圍       | 熊寶貝、拷秋勤、葛洛力的巴拉頌、夢露（後更名為阿霈樂團）、929、魔法師、B.R.T 破樂團、滲透 |
| 評審團         | 鄭小刀、賈敏恕、Ricardo、李欣芸、林哲儀、陳冠宇、虎神、馬欣、雷光夏                       |
- 演出樂團：

- 碧海藍天主舞台

The 5.6.7.8's（日本）、阿弟仔、Andrew W.K.（美國）、張震嶽、夾子電動大樂隊、Dirty 3（澳洲）、大支、Jon Spencer Blues Explosion（美國）、濁水溪公社、Mach Pelican（日本）、陳珊妮、Stone、XL
- 熱浪搖滾開放舞台

八十八顆芭樂籽、As Time Goes By、牙套、漢高祖樂團、藍較隊、離騷、謎樣、龍發堂、燕尾蝶、融合、貓耳朵、蜜糖女郎、滅火器樂團、黃藍白的多情西餐廳樂團、絲襪小姐、章魚燒大樂隊、這位太太、娃娃殺手、表兒、花不拉屎、自然捲、半導體、牛皮紙、仆街浣熊、大自然高、Zibet、Tube、So What、Sunday、Owls、Neon、Mofo、Linus、Daymakers、BB彈

### 第六屆（2005年）
原訂7月22日—7月24日於福隆海水浴場舉辦之場地，受到海棠颱風的影響造成場地設施部分損毀、沙灘流失，無法如期舉辦，原先預計延至7月29日開跑，但因施工進度又延期至8月5日舉行。卻不料在活動重新展開才一天後，又因接踵而來的馬莎颱風而被迫中斷，再次延期到8月12日至8月14日間舉辦。外國樂團表演則改至台北市The Wall Live House（這牆音樂藝文展演空間）演出。雖然有颱風的影響，但還是吸引了將近100,000人次前來。此外，這次的海洋音樂祭開始增設「第一屆海洋音樂影展」活動。該年並有一部紀錄片「海棠、馬沙與珊瑚」紀錄[[2005貢寮海洋音樂季及福隆沙灘逐漸減少。
- 第五屆海洋音樂大賞得獎名單

| 海洋大賞       | 圖騰樂團                                                                |
| 評審團大獎     | 城市之光                                                                |
| 觀眾票選人氣獎 | SO WHAT                                                                 |
| 其他入圍       | 螺絲釘、FORMULA、Milk、Jindowin 筋斗雲、拾參樂團、No key Band、教練樂團 |
| 評審團         | 袁興緯、陳如山、袁述中、黃琬婷、楊子頡、張家瑀                          |
- 演出樂團：

- 碧海藍天主舞台

四分衛樂團、Baseball（澳洲）、B-Jack、Black Rebel Motorcycle Club（美國）、Boom Boom Satellites（日本）、糖果酒、董事長樂團、何欣穗與穗好樂團、夢露（後更名為阿霈樂團）、亂彈阿翔、五月天、MC HOTDOG、Mellisa Auf Der Maur（加拿大）、MOJO、蘇打綠、好客樂隊、Vincent Gallo（美國）
- 熱浪搖滾開放舞台

八十八顆芭樂籽、Anida、牙套、粉樂團、漢高祖樂團、謎樣、賽璐璐、濁水溪公社、潘尼巷、胡椒貓、跳跳板、歇斯底、散漫、起司火腿三明治、挨打一代、胖虎樂團、非人物種、表兒、花不拉屎、固定客、夾子太硬啦、吉朗、宇宙人 (台灣樂團)、安全門、四合一、可可慕之春、半導體、主音樂團、月彎彎、扎一針、少女不動、小王阿志、We Will Love Each Other Forever、Yobbo、UNDO、Shit Happens、Rock Bottom、Neon、Mofo、Lost In Vaga、Heavy smoker、In Out、Jacuzzi、Green!Eye、DNB、Black Summer Days

### 第七屆（2006年）

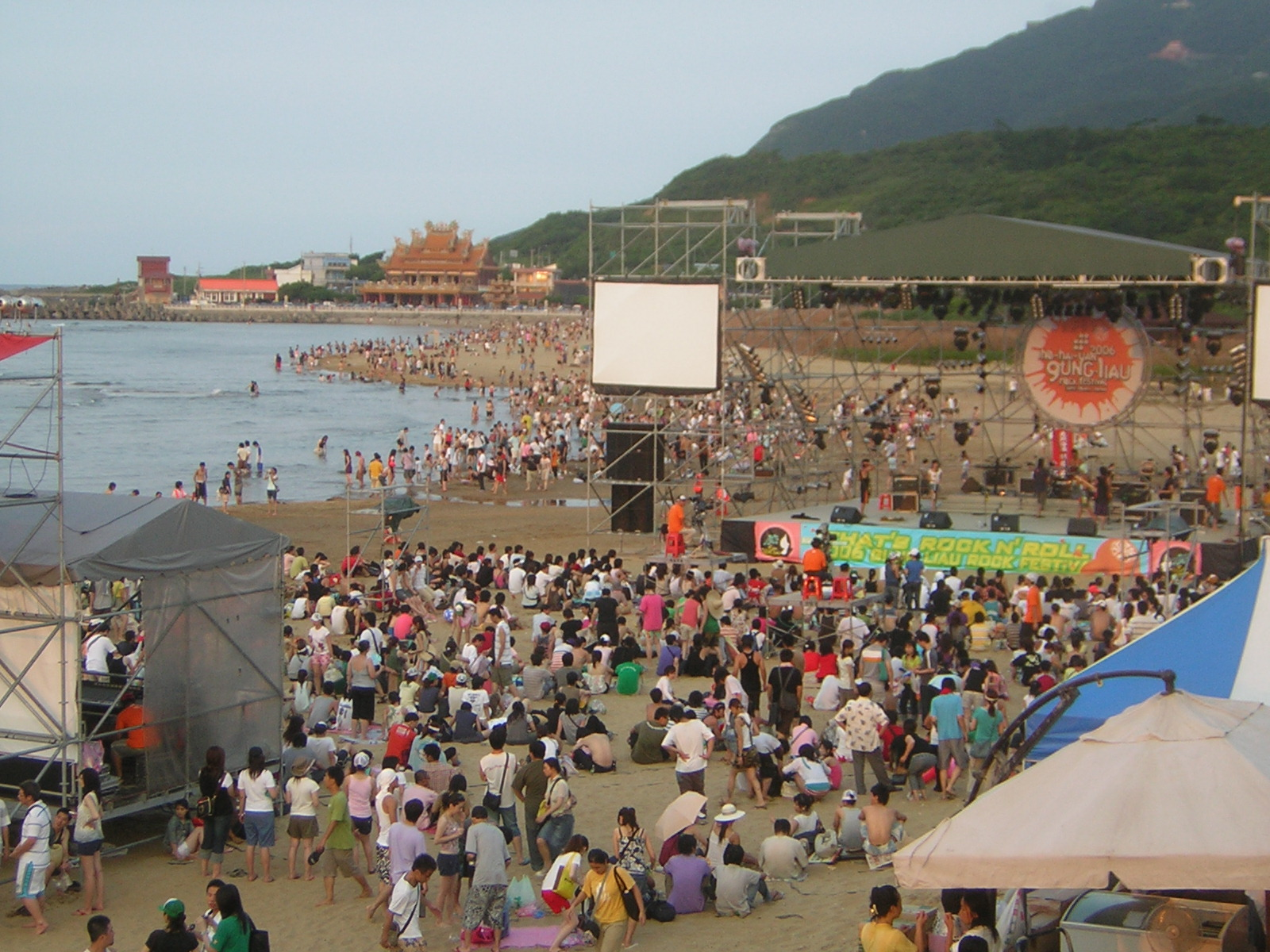
2006年貢寮國際海洋音樂祭觀星舞台演出（攝於2006年7月22日）

以往「貢寮國際海洋音樂祭」由角頭音樂為得標承辦者，2006年這屆承辦權開標前即爆發角頭音樂與台北縣政府的商標權爭議。最後結果由民視得標，而發生了海洋雙胞案，同時間兩個名稱類似內容類似的活動於同一地點舉辦。角頭音樂初始決定自己舉辦一場「海洋人民音樂祭」，會前賽於7月1日、7月2日在通霄海水浴場舉行，至於海洋人民音樂祭地點則仍在貢寮的福隆海水浴場。但受到碧利斯颱風來襲等因素，2006年度的海洋人民音樂祭已於7月12日宣佈取消。貢寮國際海洋音樂祭則順延一週至7月21日—7月23日。
- 第七屆海洋音樂大賞得獎名單

| 海洋大賞   | 胖虎樂團                                                                     |
| 評審團大獎 | 神棍樂團                                                                     |
| 海洋之星獎 | Joker                                                                        |
| 其他入圍   | 滅火器樂團、這位太太、OverDose、扎一針、36段迴旋踢、桔子樂團、糖果酒         |
| 評審團     | 劉偉仁、袁興緯、蕭福德、洪信傑、曾長青、丁武、梁鴻斌、胡如虹、徐承群、黃秀慧 |
- 演出樂團：

- 黃沙大舞台

Tizzy Bac、SPIRALMONSTER、旺福、四分衛樂團、黑豹樂隊、董事長樂團、Goofy Style、刺客樂團、唐朝樂隊、阿霈樂團、蘇打綠、圖騰樂團
- 觀星小舞台（熱浪搖滾）

皇后皮箱、聲納樂團、阿霈樂團、超大屌生物、熊寶貝樂團、Respect、紅花樂團、紐約客、Black Faith With Sonic Pace、逆指針、香草絨樂團、Big Day、奇蹟螺絲、The Deadly Vibes、月彎彎、The Monster、Feel Major、I.R.I.S、LINA、新超群合唱團、Mr.IndieRock、逆風樂團、魔天輪、失敗者、13high、巨蛋地獄狗、The Poet、如意、Consider the Meek、暗流樂團、搞玩樂團、芒果樂團

### 第八屆（2007年）
本屆「貢寮國際海洋音樂祭」再度回歸由角頭音樂主辦，時間為7月6日到8日。
- 第八屆海洋音樂大賞得獎名單

| 海洋大賞   | 表兒                                                                       |
| 評審團大獎 | 雀斑樂團                                                                   |
| 海洋之星獎 | 盧廣仲                                                                     |
| 其他入圍   | 白目樂隊，Elecotro Cute，丁丁與西西，麥克瘋子，八三夭，Lucky Pie，the Tube |
- 演出樂團：

- 碧海藍天主舞台：

拾參樂團、陳建年/AM/昊恩家家、阿弟仔、千博樂、XIU XIU、黃貫中、Boom Boom Satellites、強辯、1976、巴西瓦里、蔡健雅、張震嶽&FREE9&MCHOTDOG、崔健。
- 搖滾熱浪開放舞台：

Slow Motion、尊敬、牛奶罐 （页面存档备份，存于）、怕胖團、漢高祖、EQ、骨頭、馬猴、奇蹟螺絲、害羞踢蘋果、Random隨性樂團、MARY SEE THE FUTURE、非人物種、雲鐵客、固定客+LAZY LADY、嗑音樂團、奇蹟樂團、拷秋勤、存活勢力、The Deadly Vibes、30人吉他大會串、大力膠、STAY GOLD、庭竹、麻兔子、翹睫毛樂團、光景消逝、酒狂查理、林理惠與STEP樂團、OVERDOSE、Groovin Jazz Orchestra。

### 第九屆（2008年）
海洋大賞入圍名單：Digihai、KoOk、大囍門、白目樂團、怕胖團、沙羅曼蛇、閃閃閃閃、啾吉惦惦、黑凡斯、鄭晴文和任昭信
1.海洋大賞：白目樂團
2.評審團大獎：沙羅曼蛇
3.海洋之星獎：怕胖團

### 第十屆（2009年）
於2009年7月10至12日舉行，三天大舞台表演分別為華人之夜、海洋獨立音樂大賞決賽及國際之夜。另於蔚藍大道停機坪同樣有熱浪搖滾小舞台，活動三天有超過30團以上的獨立樂團參與表演。
海洋大賞入圍名單：喵濟功德會、NEON、FullHouse、MATZKA&DIHOT、鐵香蕉、大囍門、小護士、Miss Dessy、Over Dose、SOUNDBOSS騷包。
海洋大賞得主：MATZKA&DIHOT
海洋之星得主：小護士
評審團大獎：NEON
本屆貢寮國際海洋音樂祭口號為"搖滾十代"。
- 貢寮國際海洋音樂祭官方網站（2009）

### 第十一屆（2010年）
於2010年7月9日至11日舉行，今年由台北縣政府主辦。
- 碧海藍天　主舞台演出團體：

- 7/9　記憶倒數　重返榮耀：

- 蘇打綠、神棍樂團、突變基因（潑猴樂團）、旋轉蝴蝶（潑猴樂團）、怕胖團、圖騰樂團、八十八顆芭樂籽、盧廣仲、Tizzy Bac、MC HOTDOG&張震嶽。

- 7/10　海洋獨立音樂大賞：

- 小護士、丁丁與西西、沉默之音、美味星球、啾吉惦惦、皇后皮箱、NEON、Indie Famous、破繭而出、紛紛樂團、BE RIGHT做對樂團、固定客、MATZKA。

- 7/11　世界搖滾之夜：

- August(泰國樂團)、The Melody(韓國樂團)、瘦人樂隊(中國樂團)、Melee(美國樂團)、胡德夫(台灣)、SuG(日本樂團)、Stuck in The Sound(法國樂團)、何超&The Uni Boys(香港樂團)。

- 第十一屆　海洋音樂祭　得獎名單

| 海洋大賞   | 皇后皮箱         |
| 評審團大獎 | 固定客、沉默之音 |
| 海洋之星獎 | BE RIGHT做對樂團 |

### 第十二屆（2011年）
於2011年7月6日至10日舉行，今年由新北市政府主辦，首度擴大舉辦為五天的搖滾盛會。
- 表演名單

| 五日主題與時間                  | 卡司陣容名單 |
| 7/6台客搖滾喜相逢 15:00-22:00   | 董事長、亂彈阿翔、白目、夾子電動大樂隊、拷秋勤、GO CHIC、熱狗                                                                                        |
| 7/7華人搖滾按個讚 15:00-22:00   | Supper Moment(香港)、刃記(澳門)、ManhanD(馬來西亞)、臭皮匠(新加坡)、痛仰樂隊(大陸)、盧廣仲(臺灣)、輕鬆玩(臺灣)                                       |
| 7/8海洋搖滾海產攤 16:00-22:00   | 陳綺貞、旺福、紀曉君、1976、表兒、Matzka、神棍、強辯                                                                                                 |
| 7/9海洋獨立音樂大賞 16:00-22:00 | SE樂團、SLIMO黏菌樂團、Wave light波光折返、WoodyWoody 、丁丁與西西、太妃堂Toffee、曹震豪&joyBand團、野東西樂團、陳以岫&晨裡樂團、謎團                |
| 7/10搖滾飛躍五大洲 16:00-22:00  | 蘇打綠(臺灣)、Silverstein(加拿大)、Good 4 Nothing(日本)、Van She(澳洲)、ELOISE(韓國)、Van Coke Kartel (南非)、kyte (英國)、The Inspector Cluzo(法國) |
- 第十二屆　海洋音樂祭　得獎名單

| 海洋大賞   | SE樂團 (現在稱為Boxing拳樂團) |
| 評審團大獎 | 波光折返                      |
| 海洋之星獎 | 陳以岫&晨裡樂團               |

### 第十三屆（2012年）
於2012年7月11日至15日舉行，今年由新北市政府主辦。
- 主舞台演出團體:

| 主題                       | 日期          | 地区           | 歌手                               | 表演時間    | 網站                                                         |
| -------------------------- | ------------- | -------------- | ---------------------------------- | ----------- | ------------------------------------------------------------ |
| 7/11 Wed. 吼海洋之夜       | 2012年7月11日 | 臺灣           | 拾參樂團                           | 16:00-17:00 | （中文）拾參樂團官方facebook （页面存档备份，存于）          |
| 7/11 Wed. 吼海洋之夜       | 2012年7月11日 | 臺灣           | 紋面樂團                           | 17:00-18:00 | （中文）紋面樂團官方facebook （页面存档备份，存于）          |
| 7/11 Wed. 吼海洋之夜       | 2012年7月11日 | 臺灣           | 酷愛樂團                           | 18:00-19:00 | （中文）酷愛樂團官方facebook                                 |
| 7/11 Wed. 吼海洋之夜       | 2012年7月11日 | 臺灣           | Suming舒米恩                       | 19:00-20:00 | （中文）舒米恩                                               |
| 7/11 Wed. 吼海洋之夜       | 2012年7月11日 | 臺灣           | Matzka樂團                         | 20:00-21:00 | （中文）MATZKA官方facebook （页面存档备份，存于）            |
| 7/11 Wed. 吼海洋之夜       | 2012年7月11日 | 臺灣           | 張震嶽                             | 21:00-22:00 | （中文）張震嶽官方facebook （页面存档备份，存于）            |
| 7/11 Wed. 吼海洋之夜       | 2012年7月11日 |                | 煙火                               | 22:00       |                                                              |
| 7/12 Thu. 超鯊女之夜       | 2012年7月12日 | 臺灣           | Go Chic                            | 15:00-16:00 | （中文）Go Chic （页面存档备份，存于）                       |
| 7/12 Thu. 超鯊女之夜       | 2012年7月12日 | 臺灣           | 皇后皮箱                           | 16:00-17:00 | （中文）皇后皮箱QueenSuitcase （页面存档备份，存于）         |
| 7/12 Thu. 超鯊女之夜       | 2012年7月12日 | 臺灣           | 魏如萱                             | 17:00-18:00 | （中文）魏如萱 waa wei （页面存档备份，存于）                |
| 7/12 Thu. 超鯊女之夜       | 2012年7月12日 | 臺灣           | 絲襪小姐                           | 18:00-19:00 | （中文）絲襪小姐 （页面存档备份，存于）                      |
| 7/12 Thu. 超鯊女之夜       | 2012年7月12日 | 臺灣           | 激膚樂團                           | 19:00-20:00 | （中文）My Skin Against Your Skin （页面存档备份，存于）     |
| 7/12 Thu. 超鯊女之夜       | 2012年7月12日 | 臺灣           | 陳珊妮                             | 20:00-21:00 | （中文）SandeeChan．陳珊妮 公主粉絲團 （页面存档备份，存于） |
| 7/12 Thu. 超鯊女之夜       | 2012年7月12日 | 臺灣           | 楊乃文                             | 21:00-22:00 | （中文）Faith Yang 楊乃文 （页面存档备份，存于）             |
| 7/12 Thu. 超鯊女之夜       | 2012年7月12日 |                | 煙火                               | 22:00       |                                                              |
| 7/13 Fri. 亞細亞華人之夜   | 2012年7月13日 | 臺灣           | 八三夭                             | 15:00-15:30 | （中文）八三夭 831 （页面存档备份，存于）                    |
| 7/13 Fri. 亞細亞華人之夜   | 2012年7月13日 | 臺灣           | FUN4樂團                           | 15:30-16:00 | （中文）FUN4樂團 （页面存档备份，存于）                      |
| 7/13 Fri. 亞細亞華人之夜   | 2012年7月13日 | 新加坡         | TKB                                | 16:00-17:00 |                                                              |
| 7/13 Fri. 亞細亞華人之夜   | 2012年7月13日 | 澳門           | Forget the G                       | 17:00-18:00 |                                                              |
| 7/13 Fri. 亞細亞華人之夜   | 2012年7月13日 | 马来西亚       | DayDream                           | 18:00-19:00 | （中文）dayDream （页面存档备份，存于）                      |
| 7/13 Fri. 亞細亞華人之夜   | 2012年7月13日 | 香港           | KillerSoap + 龍小菌&TheSillyParty  | 19:00-20:00 |                                                              |
| 7/13 Fri. 亞細亞華人之夜   | 2012年7月13日 | 中国           | 木瑪&Third Party                   | 20:00-21:00 |                                                              |
| 7/13 Fri. 亞細亞華人之夜   | 2012年7月13日 | 臺灣           | MP魔幻力量                         | 20:00-21:00 | （中文）Magic Power 魔幻力量 （页面存档备份，存于）          |
| 7/13 Fri. 亞細亞華人之夜   | 2012年7月13日 |                | 煙火                               | 22:00       |                                                              |
| 7/14 Sat. 海洋獨立音樂大賞 | 2012年7月14日 | 臺灣           | 陳以岫&晨裡樂團(2011海洋之星)      | 15:05-15:30 |                                                              |
| 7/14 Sat. 海洋獨立音樂大賞 | 2012年7月14日 | 臺灣           | 77'nDD                             | 15:35-16:00 |                                                              |
| 7/14 Sat. 海洋獨立音樂大賞 | 2012年7月14日 | 臺灣           | 野樂派                             | 16:05-16:30 |                                                              |
| 7/14 Sat. 海洋獨立音樂大賞 | 2012年7月14日 | 臺灣           | B.B彈                              | 16:35-17:00 |                                                              |
| 7/14 Sat. 海洋獨立音樂大賞 | 2012年7月14日 | 臺灣           | 利得彙X慢慢說                      | 17:05-17:30 |                                                              |
| 7/14 Sat. 海洋獨立音樂大賞 | 2012年7月14日 | 臺灣           | 台灣爽                             | 17:35-18:00 |                                                              |
| 7/14 Sat. 海洋獨立音樂大賞 | 2012年7月14日 | 臺灣           | 波光折返(2011評審團大獎)           | 18:05-18:30 |                                                              |
| 7/14 Sat. 海洋獨立音樂大賞 | 2012年7月14日 | 臺灣           | 槍擊潑辣                           | 18:35-19:00 |                                                              |
| 7/14 Sat. 海洋獨立音樂大賞 | 2012年7月14日 | 臺灣           | 丁丁與西西                         | 19:05-19:30 |                                                              |
| 7/14 Sat. 海洋獨立音樂大賞 | 2012年7月14日 | 臺灣           | Random隨性                         | 19:35-20:00 |                                                              |
| 7/14 Sat. 海洋獨立音樂大賞 | 2012年7月14日 | 臺灣           | 巴紮溜                             | 20:05-20:30 |                                                              |
| 7/14 Sat. 海洋獨立音樂大賞 | 2012年7月14日 | 臺灣           | Sugar Lady                         | 20:35-21:00 |                                                              |
| 7/14 Sat. 海洋獨立音樂大賞 | 2012年7月14日 | 臺灣           | Boxing拳樂團(2011海洋獨立音樂大賞) | 21:05-21:30 |                                                              |
| 7/14 Sat. 海洋獨立音樂大賞 | 2012年7月14日 |                | 新北市長頒獎                       | 21:35-21:50 |                                                              |
| 7/14 Sat. 海洋獨立音樂大賞 | 2012年7月14日 | 冠軍團安可表演 | 20:00-21:00                        |             |                                                              |
| 7/14 Sat. 海洋獨立音樂大賞 | 2012年7月14日 |                | 煙火                               | 22:00       |                                                              |
| 7/15 Sun. 搖滾世界之王     | 2012年7月15日 |                | The Dirt Radicals                  | 16:00-17:00 | The Dirt Radicals （页面存档备份，存于）                     |
| 7/15 Sun. 搖滾世界之王     | 2012年7月15日 | 德国           | Frontkick                          | 17:00-18:00 | Frontkick （页面存档备份，存于）                             |
| 7/15 Sun. 搖滾世界之王     | 2012年7月15日 |                | YAYA                               | 18:00-19:00 |                                                              |
| 7/15 Sun. 搖滾世界之王     | 2012年7月15日 | 中国           | Hanggai                            | 19:00-20:00 |                                                              |
| 7/15 Sun. 搖滾世界之王     | 2012年7月15日 | 日本           | D'ERLANGER                         | 20:00-21:00 |                                                              |
| 7/15 Sun. 搖滾世界之王     | 2012年7月15日 | 臺灣           | Mayday                             | 21:00-22:00 | （中文）五月天 Mayday （页面存档备份，存于）                 |
| 7/15 Sun. 搖滾世界之王     | 2012年7月15日 |                | 煙火                               | 22:00       |                                                              |

- 第十三屆　海洋音樂祭　得獎名單

| 海洋大賞   | Random隨性樂團 |
| 評審團大獎 | 丁丁與西西     |
| 海洋之星獎 | 槍擊潑辣       |

### 第十四屆（2013年）
- 2013年第十四回「新北市貢寮國際海洋音樂祭」今(10)日照常舉行。11-14日活動因受蘇力颱風影響，將延期舉辦，延辦日期將於19日(五)到22日(一)

| 搖滾地球村（DAY1） 102年7月10日 | 表演樂團： Scarlet Pills （俄）、Far From Finished（美）、The On Fires（澳）、逃跑計劃Escape Plan（大陸）、flumpool凡人譜（日）、五月天MayDay（臺） |
| 臺灣家傳搖滾（DAY2）            | 表演樂團： 回聲樂團、那我懂你意思了、旺福、滅火器樂團、飢餓藝術家、io樂團、董事長樂團 |
| 亞洲女力2.0（DAY3）             | 表演樂團： 插班生（新）、Haoto（馬）、SANSANAR（日）、盧凱彤（港）、Biuret（韓）、激膚樂團（臺）、白安（臺）、紀家盈家家（臺） |
| 海洋獨立音樂大賞（DAY4）        | 表演樂團： 2012海洋獨立音樂大賞得主－隨性樂團、評審團大獎－丁丁與西西 、海洋之星－槍擊潑辣 參賽團體：Sugar Lady、暗黑白領階級、Trash、林少緯＆使壞、TuT、中離狗、丘與樂樂團、Flux、P!SCO、鹿角樂團 海洋獨立音樂大賞：Trash 評審團大獎：暗黑白領階級 海洋之星：Flux、丘與樂樂團 |
| 衝吧！我的海祭（DAY5）          | 表演樂團： BERIGHT、沉默之音、波光折返、小護士、BOXING(拳)、蘇打綠 |
- 第十四屆海洋音樂大賞得獎名單

| 海洋大賞   | Trash            |
| 評審團大獎 | 暗黑白領階級     |
| 海洋之星   | Flux、丘與樂樂團 |

### 第十五屆（2014年）
- 2014年第十五回「新北市貢寮國際海洋音樂祭」7月9日(三)活動因受浣熊颱風影響，當天活動移至7/14(一)舉行，故整個活動檔期改為7/10(四)-7/14(一)。

| 吼 High ASIA（DAY1） 2014年7月10日     | 表演樂團： ah5ive(新加坡)、9AM樂團(香港)、D=OUT(日本)、九寶樂隊(大陸)、Manhand(馬來西亞)、滅人器(臺灣)、張震嶽(臺灣)。 |
| 台客搖滾來讚聲（DAY2） 2014年7月11日   | 表演樂團： 楊乃文、女孩與機器人、FUN4樂團、io樂團、布朗 + 大囍門、幻眼樂隊、乱彈阿翔、陳綺貞。 |
| 海洋獨立音樂大賞（DAY3） 2014年7月12日 | 表演樂團：盧廣仲、2013海洋獨立音樂大賞得主－TRASH、評審團大獎－暗黑白領階級 、海洋之星－丘與樂樂團、FLUX。 參賽團體：光樂團 R.A.Y、台灣爽、重擊者、P!SCO、非人物種、HiJack、王舜、Savakan樂團、台北公案、蛤小蟆。 海洋獨立音樂大賞：光樂團 R.A.Y 評審團大獎：非人物種 海洋之星：台灣爽、台北公案 |
| 四海一家 瘋搖滾（DAY4） 2014年7月13日  | 表演樂團：Elliot the Bull(澳洲)、Her Bright Skies(瑞典)、Indian Ocean(印度)、Kilema(馬達加斯加)、Your Favorite Enemies(加拿大)、a-MEI(張惠妹) (臺灣)。 |
| Come Back Stage（DAY5） 2014年7月14日  | 表演樂團：胖虎、白目、八十八顆芭樂籽、隨性樂團、假死貓小便、Boxing(拳)、潑猴小天ft.旋轉蝴蝶、圖騰樂團、MATZKA。 |
- 第十五屆海洋音樂大賞得獎名單

| 海洋大賞   | 光樂團 R.A.Y     |
| 評審團大獎 | 非人物種         |
| 海洋之星   | 台灣爽、台北公案 |

### 第十六屆（2015年）
2015年第十六回「新北市貢寮國際海洋音樂祭」原定於104年7月26日至104年7月28日舉行，後因6月28日發生八仙樂園彩色派對火災考慮到社會氛圍不適宜舉行大型歡樂活動而停辦此屆。

### 第十六屆（2016年）
2016年第十六回「新北市貢寮國際海洋音樂祭」於105年7月22日至105年7月24日舉行。
7月22日台灣搖滾拼輸贏
1.HUSH 2.張三李四 3.小男孩4.黃子軒與山平快 5.蛋堡 6.董事長 7.JAMII 8.盧廣仲
7月23日海洋獨立音樂大賞
1.入圍十強演出 2.2014海洋大賞-光樂團R.A.Y 3.Matzka
- 第十六屆海洋音樂大賞得獎名單

| 海洋大賞   | 青春大衛         |
| 評審團大獎 | The Roadside Inn |
| 海洋之星   | 騷包樂團         |
7月24日世界搖滾來讚聲
1.愛爾蘭Hogan	
2.韓國Victim Mentality		
3.摩洛哥 Mehdi Nassouli		
4.馬來西亞 An Honest Mistake
5.大陸 楚歌樂隊
6.日本AKi	
7.蘇打綠

### 第十七屆（2017年）
2017年第十七回「新北市貢寮國際海洋音樂祭」原定106年7月28日至106年7月30日舉行受到尼莎颱風影響延至106年8月4日至106年8月6日。
8月4日團團轉
1.THE ROADSIDE INN  2.Ska rock 瑪莉咬凱利 vs.Skaraoke 3.Taik rock 濁水溪公社vs.非人物種4.東北二人轉 二手玫瑰 5.Hard Rock 四分衛-Quarterback vs.糯米糰
8月5日海洋獨立音樂大賞
1.入圍十強演出 2.大象體操 Elephant Gym vs.雞蛋蒸肉餅 (GDJYB) 3.拖拉庫
- 第十七屆海洋音樂大賞得獎名單

| 海洋大賞   | 火燒島   |
| 評審團大獎 | 厭世少年 |
| 海洋之星   | 厭世少年 |
8月6日搖搖樂
1.騷包樂團 2.TRASH 3.猴子飛行員 4.DJ Mykal a.k.a.林哲儀+ G17 楊振華 楊騰佑 楊聲錚 王信義 鄭峰昇 劉笙彙（小黑）張崇偉（大麻） 黃壯為（小花） 郭人豪 徐德宇 芮秋 Trash 吉他手 Xharkie 盧志宏 連彥杰 阿拓 大眼 5.兄弟本色 6.陳綺貞

### 第十八屆（2018年）
2018年第十八回「新北市貢寮國際海洋音樂祭」定於107年7月27日至107年7月29日舉行。
7月27日原創新浪潮
1.拍謝少年
2.P!SCO
3.Mary See the Future
4.茄子蛋
5.原子邦妮
6.小宇 宋念宇
7.夜貓組
8.熊仔X Julia吳卓源X rgry
9.蛋堡
7月28日海洋獨立音樂大賞
1.入圍十強演出 2.鐵師亮光樂團 3.火燒島 4.黃明志
- 第十八屆海洋音樂大賞得獎名單

| 海洋大賞   | MAFANA                 |
| 評審團大獎 | 美秀集團               |
| 海洋之星   | 夕陽武士Sunset Samurai |
7月29日世界狂想曲
1.厭世少年
2.The City and Us
3.BOXING
4. ROOKiEZ is PUNK'D
5.董事長樂團
6.Slot Machine
7.獅子合唱團

### 第十九屆（2019年）
2019年第十九回「新北市貢寮國際海洋音樂祭」定於108年8月30日至108年9月1日舉行。
8月30日
1.麋先生
2.化學猴子
3.Big Ass（泰國）
4.八三夭
5.Trash樂團
6.頑童MJ116 Ｘ AI
8月31日海洋獨立音樂大賞
1.入圍十強演出 2. 夕陽武士 3.美秀集團 4.Mafana 5.原來如此 Matzka x Di Hot、 Boxing樂團、 圖騰樂團
- 第十八屆海洋音樂大賞得獎名單

| 海洋大賞   | 鹹豬肉樂團    |
| 評審團大獎 | 老破麻        |
| 海洋之星   | OverTone 樂團 |
9月1日
1.老王樂隊
2.Tizzy Bac
3.Parau（印尼）
4. Dreamshade（歐洲）
5.妖之鬼狐（日本）feat.吉董
6.吳青峰

### 2020年
2020年「新北市貢寮國際海洋音樂祭」因嚴重特殊傳染性肺炎疫情停辦一屆。

### 2021年
2021年「新北市貢寮國際海洋音樂祭」再度因嚴重特殊傳染性肺炎疫情持續嚴峻而停辦一屆。

### 2022年
2022年「新北市貢寮國際海洋音樂祭」再度因嚴重特殊傳染性肺炎疫情持續嚴峻而停辦一屆。

### 第二十屆（2023年）
2023年第二十回「新北市貢寮國際海洋音樂祭」原定於112年8月4日至112年8月6日舉行，因颱風卡努影響延期至112年9月15日至112年9月17日舉行。
9月15日
Crispy脆樂團 DICKPUNKS 陳建年 四分衛 持修 董事長樂團 鄭宜農ft.鶴The Crane 勁爆羅雷
伯爵白 島嶼 17人氣創作LIVER 露波合唱團 男子漢樂團 靈魂沙發
9月16日 海洋獨立音樂大賞
1.入圍十強演出 2. OverTone 3.KASIRAW鹹豬肉 4.八十八顆芭樂籽+隨性Radom
5.貓咪庫瑪拉6. Traveller旅人 7.17人氣創作LIVER  8.八青哥
9.五五身 10.非人物種 11.夕陽武士
- 第二十屆海洋音樂大賞得獎名單

| 海洋大賞   | 烏流oo-lâu   |
| 評審團大獎 | Hbun河紋樂團 |
| 海洋之星   | YILITH       |
9月17日
17人氣創作LIVER 神棍樂團 放客兄弟 傻子與白痴 gesunova 老王樂隊
葛西瓦+Matzka 辣鄰居 偏執狂 打倒三明治 阿橘 筋斗雲樂團 守夜人

### 第二十一屆（2024年）
2024年第二十一回「新北市貢寮國際海洋音樂祭」於113年7月19日至113年7月21日舉行。
7月19日
瑪莉咬凱利 Mary Bites Kerry  火燒島 夕陽武士 固定客 冰球樂團 巴大雄
7月20日 海洋獨立音樂大賞
1.入圍十強演出 2. 烏流 3.TRASH
- 第二十一屆海洋音樂大賞得獎名單

| 海洋大賞   | 餵飽豬   |
| 評審團大獎 | 雨國     |
| 海洋之星   | 紛亂交錯 |
7月21日
NICOLAS CAGE FIGHTER (澳洲) GOOFY STYLE(日本) 
麋先生MIXER   拍謝少年 sorry youth  P!SCO  八十八顆芭樂籽

## 交通
- 北部濱海公路
- 國營臺灣鐵路公司宜蘭線福隆車站

## 外部連結
- 2020新北市貢寮國際海洋音樂祭 - 交通部觀光局 （页面存档备份，存于）
- 防疫優先！「2020新北市貢寮國際海洋音樂祭」宣布停辦 - 新北市觀光旅遊網 （页面存档备份，存于）